# Perdita infelix
Perdita infelix är en biart som beskrevs av Timberlake 1964. Perdita infelix ingår i släktet Perdita och familjen grävbin. Inga underarter finns listade i Catalogue of Life.